# RoUm
RoUm je projekt i zajednica romskih i neromskih umjetnika, zanatlija i dizajnera koja koristi otpad za prenamjenu u dizajnirane predmete (eng. Upcycling ili nadciklaža).
Kupovinom RoUm predmeta sufinancira se ROM HR - Romska omladinska organizacija Hrvatske, neprofitna organizacija osnovana 2014. godine s misijom promicanja obrazovnih, socijalnih i kulturnih aspekata mladih Roma.

## Aktivnosti
U 2019. godini surađuju kao dio Clubture programa razmjene i suradnje u sklopu projekta Odbačeni s Udrugom za razvoj 'uradi-sam' kulture - Radiona.

## Nagrade
Projekt RoUm Romske organizacije mladih Hrvatske proglašen je pobjednikom National Geographic Croatia Žutog okvira za održivi razvoj, znanost i obrazovanje za 2020. godinu pod kategorijom 10: Smanjenje nejednakosti.

## Vanjske poveznice
- RoUmupDesign.com (engleski). Inačica izvorne stranice arhivirana 11. travnja 2021. Pristupljeno 11. travnja 2021.
- RoUm Up Talks Rijeka 2020. youtube.com (engleski)